# 가혼
가혼(賈混, ? ~ ?)은 중국 서진의 정치가로, 자는 궁기(宮奇)이다.

## 행적
가충(賈充)의 동생이고, 가규(賈逵)의 차남이었다. 형 가충과 함께 사마소(司馬昭)를 도왔고, 265년 진나라가 서자 영평후(永平侯)에 봉해졌으며，태강(太康) 연간에 종정경(宗正卿)을 역임하고 진군대장군(鎭軍大將軍)을 거쳐 시중(侍中)의 자리까지 올랐다. 그가 죽자 중군대장군(中軍大將軍)이 추증되었다. 재주가 뛰어났고, 형 가충과 다르게 매사 점잖고 온화했다.

## 일화
진나라때 자가 백도(伯度)이고, 평양군(平陽郡) 양릉현(襄陵縣) 사람인 등수(鄧攸)라는 사람이 있었다. 그가 진군대장군(鎭軍大將軍) 자리에 있던 가혼을 만난 적이 있는데 그는 등수의 재능을 알고 그에게 처리해야 할 일들을 보여주고 결재하도록 하였다. 그런데 등수는 그 문서들을 쳐다보지도 않고 이렇게 말했다.
사람들이 나를 보고 소송을 해결하는 능력이 뛰어나다고 그러지만, 중요한 것은 소송을 해결하는 게 아니라 불필요한(중대한 일이 아닌) 소송을 골라내는 것이 더 중요하다고 생각합니다.

가혼은 이 말을 듣고 기이해하며 등수를 더욱 존중하게 되었으며 자신의 딸을 그에게 시집보냈다.  